# Енвие
Енвѝе (на италиански и на пиемонтски: Envie) е село и община в Северна Италия, провинция Кунео, регион Пиемонт. Разположено е на 327 m надморска височина. Населението на общината е 2074 души (към 2010 г.).